# Catacombe van Hermes
De Catacombe van Hermes, Hermes-catacombe of Catacombe van Bassilla (Italiaans: Catacomba di Sant'Ermete) is een van de catacombecomplexen in de Italiaanse stad Rome. De catacombe ligt nabij de oude Via Salaria (vetus), de tegenwoordige Via Bertoloni, in de moderne wijk Pinciano.

## Toponiem
De catacombe is in oude documenten bekend met twee namen. De oudste is die van Bassilla, over wiens identificatie nog steeds onzekerheid bestaat onder geleerden: het kan de eigenaar zijn van het land waarop de ondergrondse begraafplaats werd uitgegraven in de eerste helft van de derde eeuw, of de martelaar die door Depositio martyrum op 22 september werd genoemd en stierf tijdens de vervolging bevolen door keizer Diocletianus in 304. Een mogelijkheid van een homoniem is niet uitgesloten, waarbij Bassilla twee verschillende personen met dezelfde naam zou betekenen. Hermes van Rome is daarentegen de naam van de bekendste martelaar die in deze catacombe is begraven.

## Martelaren
De belangrijkste en oudste liturgische bronnen beschrijven, op de begraafplaats op Salaria vetus, de begrafenis van vier martelaren: Hermens, Protus, Hyacinth en Bassilla. De catalogi en itinerariums voor pelgrims uit de vroege middeleeuwen voegen de namen van andere heilige martelaren toe: Crispo, Ercolano, Leopardo, Vittore en Massimiliano (ook wel Massimo genoemd). Van deze is de beschrijving over het leven en vooral over de dood onzeker en verwarrend: in feite is er bijna niets over hen bekend, en er zijn geen belangrijke monumentale bewijzen die hun aanwezigheid op de begraafplaats in kwestie of een aan hen opgedragen cultus bevestigen.
Met betrekking tot de vier belangrijkste martelaren van de catacombe zijn er monumentale bewijzen die de oude literaire bronnen bevestigen. Van Bassilla hebben we enkele inscripties die uit deze catacombe komen en vandaag bewaard zijn in het Pio Cristiano Museum in het Vaticaan, waarin enkele overledenen zichzelf aanbevelen op voorspraak van de heilige; verder getuigt de middeleeuwse itinerarium voor pelgrims, de Notitia ecclesiarum urbis Romae, van het bestaan van een bovengrondse basiliek gewijd aan de heilige, waarvan echter alle sporen verloren zijn gegaan. Van de andere drie martelaren, Hermes, Proto en Hyacinth, zijn er voldoende en bewezen bewijzen die getuigen van hun begrafenis in de Catacombe van Bassilla: dat wil zeggen, een semi-hypogeïsche basiliek en hun graven.

## Geschiedenis
De begraafplaats aan de Via Salaria vetus was een van de eersten die werd ontdekt toen de jezuïeten er in 1576 een college overheen bouwden voor hun studenten. Het werd bestudeerd door Antonio Bosio, die het in december 1608 verkende. Recentere onderzoeken hebben een middeleeuwse kapel aan het licht gebracht, in de buurt van de semi-hypogeische basiliek van Sint-Hermes, die het bestaan van een klooster in Bassilla suggereert, waarover de bronnen echter helemaal stil zijn.

## Topografie en beschrijving
De begraafplaats, die dateert uit de eerste helft van de derde eeuw, is verdeeld over drie niveaus, en studies hebben het bestaan van een bovengrondse necropolis aangetoond. Vanuit historisch-artistiek oogpunt verdienen drie plaatsen op deze begraafplaats de aandacht: de semi-hypogeische basiliek van Sint-Hermes, de middeleeuwse kapel en de crypte van de heiligen Protus en Giacinto.

### Basiliek van Sint-Hermes
De eerste die de omgeving identificeerde was Antonio Bosio die een inscriptie vond die de toeschrijving van de basiliek aan Hermes bevestigt. Het werd gesitueerd in zeer oude reeds bestaande structuren: sommige geleerden, waaronder de jezuïetenpriester Giuseppe Marchi, spreken van een nymphaeum in een Romeinse villa, verlaten aan het begin van de derde eeuw en omgevormd voor funeraire doeleinden. Hier werd de martelaar begraven, wiens crypte werd omgevormd tot een basiliek onder het pontificaat van paus Damasus I (366-384). Het onderging verschillende renovaties en restauraties in de volgende eeuwen, tot zelfs in de moderne tijd. Tegenwoordig resteren van de basiliek alleen de apsis met de stoel en een vrouwengalerij, terwijl het huidige dak te danken is aan de werken die aan het einde van de zeventiende eeuw door de jezuïeten werden uitgevoerd. Vanuit de basiliek betreedt men de galerijen van de catacombe.

### Middeleeuws oratorium
In de middeleeuwen werd bij de linkermuur van de basiliek een kloosteroratorium geopend. In 1940 ontdekte de archeoloog Sandro Carletti een nis met fresco's, waar een buste van Christus met engelen, baard en lang haar is afgebeeld; en een Madonna op de troon met kind, de aartsengelen Gabriël en Raphael en de heiligen Hermes, Johannes de Evangelist en Benedictus. Deze fresco's zijn gedateerd tussen de 11e en 12e eeuw.

### Crypte van de heiligen Protus en Hyacinth
De begraafplaats van de twee martelaren Protus en Hyacinth werd in de oudheid getroffen door aardverschuivingen, die paus Damasus I dwongen hun crypte volledig te herbouwen om de omstandigheden te verbeteren; in het bijzonder werd de vloer verhoogd, wat leidde tot de bedekking van het graf van de martelaar Hyacinth. De oorspronkelijke nis waarin Protus werd begraven, is nog niet geïdentificeerd, hoewel de jezuïet Marchi in de negentiende eeuw de overblijfselen ontdekte van een inscriptie met de woorden sepulcrum Proti. De vanuit archeologisch oogpunt sensationele vondst vond plaats op 21 maart 1845 toen van het oorspronkelijke graf van de martelaar Hyacinth werd ontdekt, nog steeds perfect gesloten en bewaard, met de aanwezigheid van verbrande botten, een teken dat Hyacinth martelaarschap onderging met vuur, en gouden filamenten. De marmeren plaat die de nis afsluit draagt het opschrift: Dp III septebr Yacinthus martyr. Vandaag is een kopie ter plaatse geplaatst, terwijl de originele plaat en de relikwieën zijn overgebracht naar het Urbaniana-college aan het Janiculum.